# Statistiche e record di Jannik Sinner
In questa pagina sono riportate le statistiche e i record realizzati da Jannik Sinner durante la carriera tennistica.

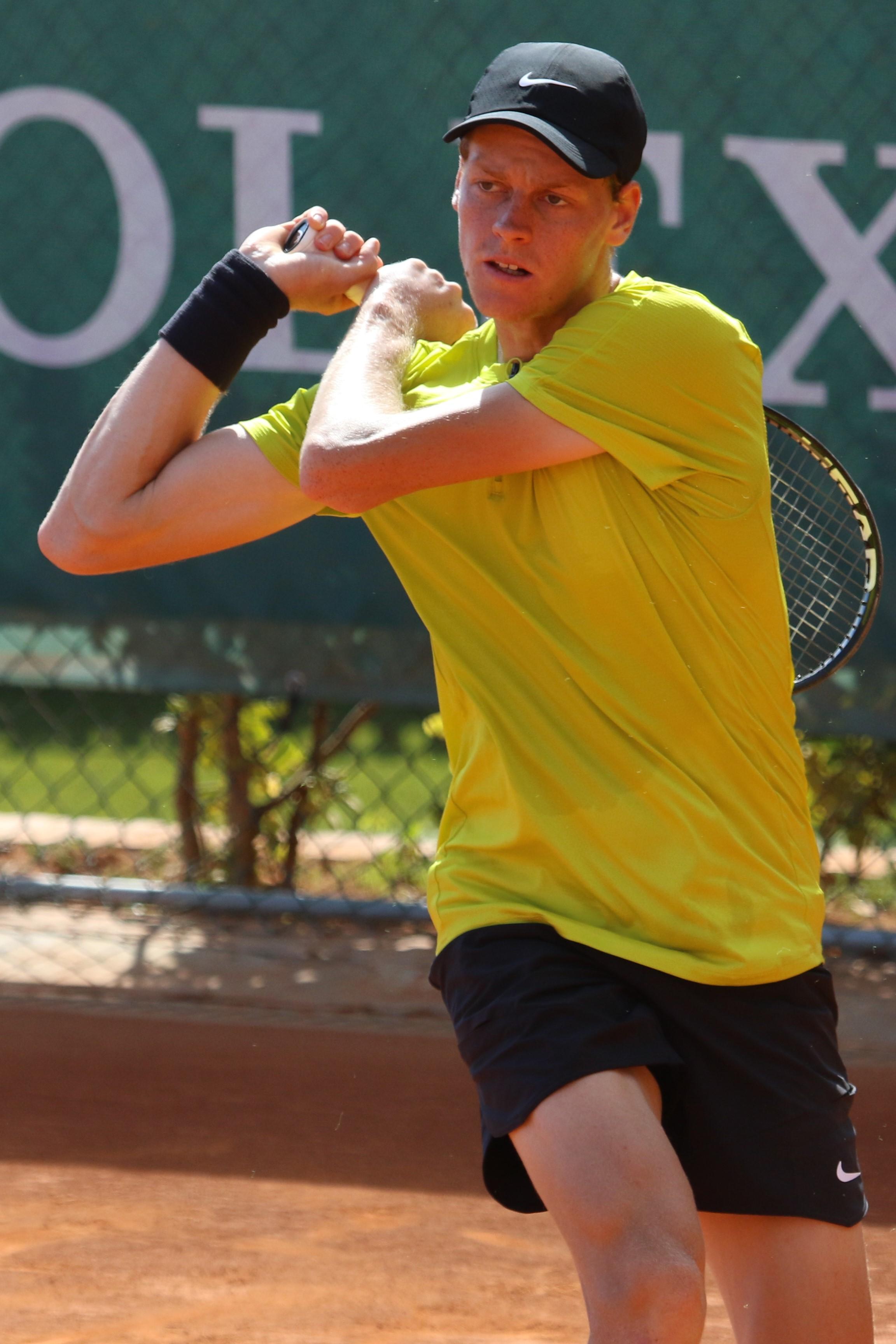
Sinner al Monte Carlo Masters 2023.

| Finali in carriera |                     |       |       |     |      |
| Specialità         | Categoria           | Vinte | Perse | Tot | V %  |
| Singolare          | Slam                | 4     | 1     | 5   | 80%  |
| Singolare          | Tour Finals         | 1     | 1     | 2   | 50%  |
| Singolare          | ATP Masters 1000    | 4     | 4     | 8   | 50%  |
| Singolare          | ATP Tour 500        | 5     | 2     | 7   | 71%  |
| Singolare          | ATP Tour 250        | 6     | 0     | 6   | 100% |
| Singolare          | Totale              | 20    | 8     | 28  | 71%  |
| Doppio             | Slam                | –     | –     | –   | –    |
| Doppio             | Torneo di fine anno | –     | –     | –   | –    |
| Doppio             | ATP Masters 1000    | –     | –     | –   | –    |
| Doppio             | ATP Tour 500        | –     | –     | –   | –    |
| Doppio             | ATP Tour 250        | 1     | 0     | 1   | 100% |
| Doppio             | Coppa Davis         | 2     | 0     | 2   | 100% |
| Doppio             | Totale              | 3     | 0     | 3   | 100% |
| Totale             | Totale              | 23    | 8     | 31  | 74%  |

## Statistiche

### Singolare

#### Vittorie (20)
| Legenda              |
| Slam (4)             |
| ATP Finals (1)       |
| Giochi olimpici (0)  |
| ATP Masters 1000 (4) |
| ATP Tour 500 (5)     |
| ATP Tour 250 (6)     |

| Legenda superfici |
| Cemento (17)      |
| Terra (1)         |
| Erba (2)          |

| N.  | Data             | Torneo                           | Superficie  | Avversari in finale | Punteggio               |
| 1.  | 14 novembre 2020 | Sofia Open, Sofia                | Cemento (i) | Vasek Pospisil      | 6–4, 3–6, 7–6(3)        |
| 2.  | 7 febbraio 2021  | Great Ocean Road Open, Melbourne | Cemento     | Stefano Travaglia   | 7–6(4), 6–4             |
| 3.  | 8 agosto 2021    | Washington Open, Washington      | Cemento     | Mackenzie McDonald  | 7–5, 4–6, 7–5           |
| 4.  | 3 ottobre 2021   | Sofia Open, Sofia (2)            | Cemento (i) | Gaël Monfils        | 6–3, 6–4                |
| 5.  | 24 ottobre 2021  | European Open, Anversa           | Cemento (i) | Diego Schwartzman   | 6–2, 6–2                |
| 6.  | 31 luglio 2022   | Croatia Open Umag, Umago         | Terra rossa | Carlos Alcaraz      | 6(5)–7, 6–1, 6–1        |
| 7.  | 12 febbraio 2023 | Open Sud de France, Montpellier  | Cemento (i) | Maxime Cressy       | 7–6(3), 6–3             |
| 8.  | 13 agosto 2023   | Canadian Open, Toronto           | Cemento     | Alex de Minaur      | 6–4, 6–1                |
| 9.  | 4 ottobre 2023   | China Open, Pechino              | Cemento     | Daniil Medvedev     | 7–6(2), 7–6(2)          |
| 10. | 29 ottobre 2023  | Vienna Open, Vienna              | Cemento (i) | Daniil Medvedev     | 7–6(7), 4–6, 6–3        |
| 11. | 28 gennaio 2024  | Australian Open, Melbourne       | Cemento     | Daniil Medvedev     | 3–6, 3–6, 6–4, 6–4, 6–3 |
| 12. | 18 febbraio 2024 | Rotterdam Open, Rotterdam        | Cemento (i) | Alex de Minaur      | 7–5, 6–4                |
| 13. | 31 marzo 2024    | Miami Open, Miami                | Cemento     | Grigor Dimitrov     | 6–3, 6–1                |
| 14. | 23 giugno 2024   | Halle Open, Halle                | Erba        | Hubert Hurkacz      | 7–6(8), 7–6(2)          |
| 15. | 19 agosto 2024   | Cincinnati Open, Cincinnati      | Cemento     | Frances Tiafoe      | 7–6(4), 6–2             |
| 16. | 8 settembre 2024 | US Open, New York                | Cemento     | Taylor Fritz        | 6–3, 6–4, 7–5           |
| 17. | 13 ottobre 2024  | Shanghai Masters, Shanghai       | Cemento     | Novak Đoković       | 7–6(4), 6–3             |
| 18. | 17 novembre 2024 | ATP Finals, Torino               | Cemento (i) | Taylor Fritz        | 6–4, 6–4                |
| 19. | 26 gennaio 2025  | Australian Open, Melbourne (2)   | Cemento     | Alexander Zverev    | 6–3, 7–6(4), 6–3        |
| 20. | 13 luglio 2025   | Torneo di Wimbledon, Londra      | Erba        | Carlos Alcaraz      | 4–6, 6–4, 6–4, 6–4      |

#### Finali perse (8)
| Legenda              |
| Slam (1)             |
| ATP Finals (1)       |
| ATP Masters 1000 (4) |
| ATP Tour 500 (2)     |
| ATP Tour 250 (0)     |

| Legenda superfici |
| Cemento (6)       |
| Terra (2)         |

| N. | Data             | Torneo                        | Superficie  | Avversario in finale | Punteggio                        |
| 1. | 4 aprile 2021    | Miami Open, Miami             | Cemento     | Hubert Hurkacz       | 6(4)–7, 4–6                      |
| 2. | 19 febbraio 2023 | Rotterdam Open, Rotterdam     | Cemento (i) | Daniil Medvedev      | 7–5, 2–6, 2–6                    |
| 3. | 2 aprile 2023    | Miami Open, Miami (2)         | Cemento     | Daniil Medvedev      | 5–7, 3–6                         |
| 4. | 19 novembre 2023 | ATP Finals, Torino            | Cemento (i) | Novak Đoković        | 3–6, 3–6                         |
| 5. | 2 ottobre 2024   | China Open, Pechino           | Cemento     | Carlos Alcaraz       | 7–6(6), 4–6, 6(3)–7              |
| 6. | 18 maggio 2025   | Internazionali d'Italia, Roma | Terra rossa | Carlos Alcaraz       | 6(5)–7, 1–6                      |
| 7. | 8 giugno 2025    | Roland Garros, Parigi         | Terra rossa | Carlos Alcaraz       | 6–4, 7–6(4), 4–6, 6(3)–7, 6(2)–7 |
| 8. | 18 agosto 2025   | Cincinnati Open, Cincinnati   | Cemento     | Carlos Alcaraz       | 0–5, rit.                        |

### Coppa Davis

#### Le annate vincenti
| Edizione | Compagni di squadra                                                  | Turno/Avversario |
| -------- | -------------------------------------------------------------------- | --- |
| 2023     | Matteo Arnaldi, Simone Bolelli, Lorenzo Musetti, Lorenzo Sonego      | RR: Canada-Italia 3–0, Italia-Cile 3–0 e Italia-Svezia 2–1 QF: Italia-Paesi Bassi 2–1 SF: Italia-Serbia 2–1 F: Australia-Italia 0–2            |
| 2024     | Matteo Berrettini, Simone Bolelli, Lorenzo Musetti, Andrea Vavassori | RR: Italia-Brasile 2–1, Italia-Belgio 2–1 e Italia-Paesi Bassi 2–1 QF: Italia-Argentina 2–1 SF: Italia-Australia 2–0 F: Italia-Paesi Bassi 2–0 |

#### Tutti gli incontri
| Gruppo                 |
| ---------------------- |
| Gruppo Mondiale (13–3) |
| WG Play-off (2–1)      |
| Gruppo I (0–0)         |
| Gruppo II (0–0)        |
| Gruppo III (0–0)       |
| Gruppo IV (0–0)        |

| Incontri per superficie |
| ----------------------- |
| Cemento (15–4)          |
| Terra rossa (0–0)       |
| Erba (0–0)              |

| Tipologia di incontro |
| --------------------- |
| Singolare (12–1)      |
| Doppio (3–3)          |

| Risultato | N.                                                                                              | Tipo di incontro (eventuale compagno)                                                           | Nazione avversaria                                                                              | Giocatore/i avversario/i                                                                        | Punteggio                                                                                       |
| 2–1; 26 novembre 2021; Palasport Olimpico, Torino, Italia; Round Robin World Group; Cemento (i)                                 | 2–1; 26 novembre 2021; Palasport Olimpico, Torino, Italia; Round Robin World Group; Cemento (i) | 2–1; 26 novembre 2021; Palasport Olimpico, Torino, Italia; Round Robin World Group; Cemento (i) | 2–1; 26 novembre 2021; Palasport Olimpico, Torino, Italia; Round Robin World Group; Cemento (i) | 2–1; 26 novembre 2021; Palasport Olimpico, Torino, Italia; Round Robin World Group; Cemento (i) | 2–1; 26 novembre 2021; Palasport Olimpico, Torino, Italia; Round Robin World Group; Cemento (i) |
| --- | ----------------------------------------------------------------------------------------------- | ----------------------------------------------------------------------------------------------- | ----------------------------------------------------------------------------------------------- | ----------------------------------------------------------------------------------------------- | ----------------------------------------------------------------------------------------------- |
| Vittoria | 1                                                                                               | Singolare                                                                                       | Stati Uniti                                                                                     | John Isner                                                                                      | 6–2, 6–0                                                                                        |
| 2–1; 27 novembre 2021; Palasport Olimpico, Torino, Italia; Round Robin World Group; Cemento (i)                                 |                                                                                                 |                                                                                                 |                                                                                                 |                                                                                                 |                                                                                                 |
| Vittoria | 2                                                                                               | Singolare                                                                                       | Colombia                                                                                        | Daniel Elahi Galán                                                                              | 7–5, 6–0                                                                                        |
| Sconfitta | 3                                                                                               | Doppio (con Fabio Fognini)                                                                      | Colombia                                                                                        | Juan Sebastián Cabal / Robert Farah                                                             | 2–6, 7–5, 6(6)–7                                                                                |
| 1–2; 29 novembre 2021; Palasport Olimpico, Torino, Italia; Quarti di finale World Group; Cemento (i)                            |                                                                                                 |                                                                                                 |                                                                                                 |                                                                                                 |                                                                                                 |
| Vittoria | 4                                                                                               | Singolare                                                                                       | Croazia                                                                                         | Marin Čilić                                                                                     | 3–6, 7–6(4), 6–3                                                                                |
| Sconfitta | 5                                                                                               | Doppio (con Fabio Fognini)                                                                      | Croazia                                                                                         | Nikola Mektić / Mate Pavić                                                                      | 3–6, 4–6                                                                                        |
| 3–2; 4–5 marzo 2022; Aegon Arena, Bratislava, Slovacchia; Play-off World Group; Cemento (i)                                     |                                                                                                 |                                                                                                 |                                                                                                 |                                                                                                 |                                                                                                 |
| Vittoria | 6                                                                                               | Singolare                                                                                       | Slovacchia                                                                                      | Norbert Gombos                                                                                  | 6–4, 4–6, 6–4                                                                                   |
| Sconfitta | 7                                                                                               | Doppio (con Simone Bolelli)                                                                     | Slovacchia                                                                                      | Filip Polášek / Igor Zelenay                                                                    | 3–6, 6–1, 6(3)–7                                                                                |
| Vittoria | 8                                                                                               | Singolare                                                                                       | Slovacchia                                                                                      | Filip Horanský                                                                                  | 7–5, 6–4                                                                                        |
| 2–1; 16 settembre 2022; Unipol Arena, Bologna, Italia; Round Robin World Group; Cemento (i)                                     |                                                                                                 |                                                                                                 |                                                                                                 |                                                                                                 |                                                                                                 |
| Vittoria | 9                                                                                               | Singolare                                                                                       | Argentina                                                                                       | Francisco Cerúndolo                                                                             | 7–5, 1–6, 6–3                                                                                   |
| 2–1; 18 settembre 2022; Unipol Arena, Bologna, Italia; Round Robin World Group; Cemento (i)                                     |                                                                                                 |                                                                                                 |                                                                                                 |                                                                                                 |                                                                                                 |
| Sconfitta | 10                                                                                              | Singolare                                                                                       | Svezia                                                                                          | Mikael Ymer                                                                                     | 4–6, 6–3, 3–6                                                                                   |
| 2–1; 23 novembre 2023; Palacio de Deportes José María Martín Carpena, Malaga, Spagna; Quarti di finale World Group; Cemento (i) |                                                                                                 |                                                                                                 |                                                                                                 |                                                                                                 |                                                                                                 |
| Vittoria | 11                                                                                              | Singolare                                                                                       | Paesi Bassi                                                                                     | Tallon Griekspoor                                                                               | 7–6(3), 6–1                                                                                     |
| Vittoria | 12                                                                                              | Doppio (con Lorenzo Sonego)                                                                     | Paesi Bassi                                                                                     | Tallon Griekspoor / Wesley Koolhof                                                              | 6–3, 6–4                                                                                        |
| 2–1; 25 novembre 2023; Palacio de Deportes José María Martín Carpena, Malaga, Spagna; Semifinale World Group; Cemento (i)       |                                                                                                 |                                                                                                 |                                                                                                 |                                                                                                 |                                                                                                 |
| Vittoria | 13                                                                                              | Singolare                                                                                       | Serbia                                                                                          | Novak Đoković                                                                                   | 6–2, 2–6, 7–5                                                                                   |
| Vittoria | 14                                                                                              | Doppio (con Lorenzo Sonego)                                                                     | Serbia                                                                                          | Novak Đoković / Miomir Kecmanović                                                               | 6–3, 6–4                                                                                        |
| 2–0; 26 novembre 2023; Palacio de Deportes José María Martín Carpena, Malaga, Spagna; Finale World Group; Cemento (i)           |                                                                                                 |                                                                                                 |                                                                                                 |                                                                                                 |                                                                                                 |
| Vittoria | 15                                                                                              | Singolare                                                                                       | Australia                                                                                       | Alex de Minaur                                                                                  | 6–3, 6–0                                                                                        |
| 2–1; 21 novembre 2024; Palacio de Deportes José María Martín Carpena, Malaga, Spagna; Quarti di finale World Group; Cemento (i) |                                                                                                 |                                                                                                 |                                                                                                 |                                                                                                 |                                                                                                 |
| Vittoria | 16                                                                                              | Singolare                                                                                       | Argentina                                                                                       | Sebastián Báez                                                                                  | 6–2, 6–1                                                                                        |
| Vittoria | 17                                                                                              | Doppio (con Matteo Berrettini)                                                                  | Argentina                                                                                       | Máximo González / Andrés Molteni                                                                | 6–4, 7–5                                                                                        |
| 2–0; 23 novembre 2024; Palacio de Deportes José María Martín Carpena, Malaga, Spagna; Semifinale World Group; Cemento (i)       |                                                                                                 |                                                                                                 |                                                                                                 |                                                                                                 |                                                                                                 |
| Vittoria | 18                                                                                              | Singolare                                                                                       | Australia                                                                                       | Alex de Minaur                                                                                  | 6–3, 6–4                                                                                        |
| 2–0; 24 novembre 2024; Palacio de Deportes José María Martín Carpena, Malaga, Spagna; Finale World Group; Cemento (i)           |                                                                                                 |                                                                                                 |                                                                                                 |                                                                                                 |                                                                                                 |
| Vittoria | 19                                                                                              | Singolare                                                                                       | Paesi Bassi                                                                                     | Tallon Griekspoor                                                                               | 7–6(2), 6–2                                                                                     |

### Doppio

#### Vittorie (1)
| Legenda              |
| Grande Slam (0)      |
| ATP Finals (0)       |
| ATP Masters 1000 (0) |
| ATP Tour 500 (0)     |
| ATP Tour 250 (1)     |

| N. | Data           | Torneo                | Superficie | Compagno      | Avversari in finale           | Punteggio           |
| 1. | 1º agosto 2021 | Atlanta Open, Atlanta | Cemento    | Reilly Opelka | Jordan Thompson Steve Johnson | 6–4, 6(6)–7, [10–3] |

### Next Generation ATP Finals

#### Vittorie (1)
| Legenda                        |
| Next Generation ATP Finals (1) |

| N. | Data            | Torneo                             | Superficie  | Avversario in finale | Punteggio     |
| 1. | 9 novembre 2019 | Next Generation ATP Finals, Milano | Cemento (i) | Alex de Minaur       | 4–2, 4–1, 4–2 |

### Tornei minori

#### Singolare

##### Vittorie (5)
| Legenda tornei minori |
| Challenger (3)        |
| ITF (2)               |

| N. | Data             | Torneo                                              | Superficie  | Avversario in finale | Punteggio     |
| 1. | 24 febbraio 2019 | Internazionali di Tennis di Bergamo, Bergamo        | Cemento (i) | Roberto Marcora      | 6–3, 6–1      |
| 2. | 3 marzo 2019     | M25 Trento, Trento                                  | Cemento (i) | Jeremy Jahn          | 6–3, 6–4      |
| 3. | 31 marzo 2019    | M25 Santa Margherita di Pula, Pula                  | Terra rossa | Andrea Pellegrino    | 6–1, 6–1      |
| 4. | 4 agosto 2019    | Lexington Challenger, Lexington                     | Cemento     | Alex Bolt            | 6–4, 3–6, 6–4 |
| 5. | 17 novembre 2019 | Internazionali Tennis Val Gardena Südtirol, Ortisei | Cemento (i) | Sebastian Ofner      | 6–2, 6–4      |

##### Finali perse (2)
| Legenda tornei minori |
| Challenger (1)        |
| ITF (1)               |

| N. | Data           | Torneo                                | Superficie  | Avversario in finale | Punteggio |
| 1. | 18 agosto 2018 | Italia F23, Santa Cristina Valgardena | Terra rossa | Peter Heller         | 1–6, 3–6  |
| 2. | 5 maggio 2019  | Ostrava Open Challenger, Ostrava      | Terra rossa | Kamil Majchrzak      | 1–6, 0–6  |

#### Doppio

##### Vittorie (1)
| Legenda tornei minori |
| Challenger (0)        |
| ITF (1)               |

| N. | Data           | Torneo                               | Superficie  | Compagno         | Avversari in finale          | Punteggio   |
| 1. | 17 agosto 2018 | Italy F23, Santa Cristina Valgardena | Terra rossa | Giacomo Dambrosi | Nicolò Turchetti Maxime Mora | 6–2, 7–6(4) |

##### Finali perse (1)
| Legenda tornei minori |
| Challenger (0)        |
| ITF (1)               |

| N. | Data            | Torneo                 | Superficie | Compagno      | Avversario in finale    | Punteggio        |
| 1. | 19 gennaio 2019 | M15 Monastir, Monastir | Cemento    | Zhizhen Zhang | Gabor Borsos Peter Nagy | 1–6, 6–3, [7–10] |

## Risultati in progressione
| V | F | SF | QF | #T | RR | Q# | A | Z# | PO | O | F-A | SF-B | ND |

(V) Torneo vinto; raggiunto (F) finale, (SF) semifinale, (QF) quarti di finale, (#T) turni 4, 3, 2, 1; (RR) round - robin; (Q#) Turno di qualificazione; (A) assente dal torneo; (Z#) Zona gruppo Coppa Davis/Fed Cup (con indicazione numero); (PO) play-off Coppa Davis o Fed Cup; vinto un (O) oro, (F-A) argento o (SF-B) bronzo ai Giochi Olimpici; (ND) torneo non disputato.

Statistiche aggiornate al Cincinnati Open 2025.
| Torneo                     | 2019          | 2020          | 2021          | 2022          | 2023          | 2024          | 2025          | Titoli       | V-S          | V%           |
| Slam                       |               |               |               |               |               |               |               |              |              |              |
| Australian Open            | A             | 2T            | 1T            | QF            | 4T            | V             | V             | 2 / 6        | 22–4         | 85%          |
| Roland Garros              | A             | QF            | 4T            | 4T            | 2T            | SF            | F             | 0 / 6        | 22–6         | 79%          |
| Wimbledon                  | Q1            | ND            | 1T            | QF            | SF            | QF            | V             | 1 / 5        | 20–4         | 83%          |
| US Open                    | 1T            | 1T            | 4T            | QF            | 4T            | V             |               | 1 / 6        | 17–5         | 77%          |
| Vittorie-Sconfitte         | 0–1           | 5–3           | 6–4           | 15–4          | 12–4          | 23–2          | 20–1          | 4 / 23       | 81–19        | 81%          |
| Torneo di fine anno        |               |               |               |               |               |               |               |              |              |              |
| ATP Finals                 | NQ            | NQ            | RR            | NQ            | F             | V             |               | 1 / 3        | 10–2         | 83%          |
| Next Generation            | V             | ND            | A             | A             | NE            | NE            | NE            | 1 / 1        | 4–1          | 80%          |
| Vittorie-Sconfitte         | 4–1           | -             | 1–1           | -             | 4–1           | 5–0           | -             | 2 / 3        | 14–3         | 82%          |
| Nazionale                  |               |               |               |               |               |               |               |              |              |              |
| Coppa Davis                | A             | ND            | QF            | SF            | V             | V             |               | 2 / 4        | 12–1         | 93%          |
| ATP Cup                    | ND            | A             | A             | RR            | Non disputata | Non disputata | Non disputata | 0 / 1        | 3–0          | 100%         |
| Vittorie-Sconfitte         | -             | -             | 3–0           | 6–1           | 3–0           | 3–0           | -             | 2 / 5        | 15–1         | 94%          |
| ATP Tour Masters 1000      |               |               |               |               |               |               |               |              |              |              |
| Indian Wells               | A             | ND            | 4T            | 4T            | SF            | SF            | A             | 0 / 4        | 11–3         | 79%          |
| Miami                      | A             | ND            | F             | QF            | F             | V             | A             | 1 / 4        | 19–3         | 86%          |
| Monte Carlo                | A             | ND            | 2T            | QF            | SF            | SF            | A             | 0 / 4        | 10–4         | 71%          |
| Madrid                     | A             | ND            | 2T            | 3T            | A             | QF            | A             | 0 / 3        | 6–2          | 75%          |
| Roma                       | 2T            | 3T            | 2T            | QF            | 4T            | A             | F             | 0 / 6        | 14–6         | 70%          |
| Montréal/Toronto           | A             | ND            | 2T            | 3T            | V             | QF            | A             | 1 / 4        | 7–3          | 70%          |
| Cincinnati                 | A             | Q1            | 2T            | 3T            | 2T            | V             | F             | 1 / 5        | 12–4         | 75%          |
| Shanghai                   | A             | Non disputato | Non disputato | Non disputato | 4T            | V             |               | 1 / 2        | 8–1          | 89%          |
| Parigi                     | A             | A             | 2T            | 1T            | 3T            | A             |               | 0 / 3        | 1–2          | 33%          |
| Vittorie-Sconfitte         | 1–1           | 2–1           | 10–8          | 16–7          | 21–6          | 28–3          | 10–2          | 4 / 35       | 88–28        | 76%          |
| ATP Tour 500               |               |               |               |               |               |               |               |              |              |              |
| Rotterdam                  | A             | QF            | A             | A             | F             | V             | A             | 1 / 3        | 10–2         | 83%          |
| Dubai                      | A             | A             | QF            | QF            | A             | A             | A             | 0 / 2        | 4–2          | 67%          |
| Barcellona                 | A             | ND            | SF            | A             | QF            | A             | A             | 0 / 2        | 5–1          | 83%          |
| Londra                     | A             | ND            | 1T            | A             | A             | A             | A             | 0 / 1        | 0–1          | 0%           |
| Halle                      | Q1            | ND            | A             | A             | QF            | V             | 2T            | 1 / 3        | 8–2          | 80%          |
| Washington                 | A             | ND            | V             | A             | A             | A             | A             | 1 / 1        | 5–0          | 100%         |
| Pechino                    | A             | Non disputato | Non disputato | Non disputato | V             | F             |               | 1 / 2        | 9–1          | 90%          |
| Vienna                     | 2T            | 2T            | SF            | QF            | V             | A             |               | 1 / 5        | 12–4         | 75%          |
| Vittorie-Sconfitte         | 1–1           | 2–2           | 13–4          | 4–2           | 18–2          | 14–1          | 1–1           | 5 / 19       | 53–13        | 80%          |
| ATP Tour 250               |               |               |               |               |               |               |               |              |              |              |
| Adelaide 1                 | ND            | A             | ND            | A             | QF            | A             | A             | 0 / 1        | 2–1          | 67%          |
| Auckland                   | A             | 1T            | Non disputato | Non disputato | A             | A             | A             | 0 / 1        | 0–1          | 0%           |
| Melbourne                  | Non disputato | Non disputato | V             | Non disputato | Non disputato | Non disputato | Non disputato | 1 / 1        | 5–0          | 100%         |
| Montpellier                | A             | 1T            | 1T            | A             | V             | A             | A             | 1 / 3        | 3–2          | 60%          |
| Marsiglia                  | A             | 2T            | QF            | A             | 2T            | A             | A             | 0 / 3        | 3–2          | 60%          |
| Budapest                   | 2T            | Non disputato | Non disputato | Non disputato | Non disputato | Non disputato | Non disputato | 0 / 1        | 1–1          | 50%          |
| Lione                      | 1T            | ND            | 2T            | A             | A             | A             | ND            | 0 / 2        | 1–2          | 33%          |
| 's-Hertogenbosch           | 1T            | Non disputato | Non disputato | A             | QF            | A             | A             | 0 / 2        | 1–2          | 33%          |
| Eastbourne                 | A             | ND            | A             | 2T            | A             | A             | A             | 0 / 1        | 0–1          | 0%           |
| Umago                      | 2T            | ND            | A             | V             | A             | A             | A             | 1 / 2        | 5–1          | 83%          |
| Kitzbühel                  | A             | 2T            | A             | A             | A             | A             | A             | 0 / 1        | 1–1          | 50%          |
| Atlanta                    | A             | ND            | 2T            | A             | A             | A             | A             | 0 / 1        | 0–1          | 0%           |
| San Pietroburgo            | 1T            | 500           | A             | Non disputato | Non disputato | Non disputato | Non disputato | 0 / 1        | 0–1          | 0%           |
| Sofia                      | A             | V             | V             | SF            | A             | Non disputato | Non disputato | 2 / 3        | 11–1         | 92%          |
| Anversa                    | SF            | A             | V             | A             | A             | A             | A             | 1 / 2        | 7–1          | 88%          |
| Colonia 2                  | ND            | SF            | Non disputato | Non disputato | Non disputato | Non disputato | Non disputato | 0 / 1        | 3–1          | 75%          |
| Stoccolma                  | A             | ND            | 2T            | A             | A             | A             | A             | 0 / 1        | 0–1          | 0%           |
| Vittorie-Sconfitte         | 5–6           | 10–5          | 16–5          | 6–2           | 6–2           | -             | -             | 6 / 26       | 43–20        | 68%          |
| Statistiche carriera       |               |               |               |               |               |               |               |              |              |              |
|                            | 2019          | 2020          | 2021          | 2022          | 2023          | 2024          | 2025          | Titoli       | V–S          | V%           |
| Tornei ATP disputati       | 9             | 12            | 26            | 17            | 22            | 15            | 6             | 107          | 107          | 107          |
| Finali                     | 0             | 1             | 5             | 1             | 7             | 9             | 5             | 28           | 28           | 28           |
| Tornei ATP vinti           | 0             | 1             | 4             | 1             | 4             | 8             | 2             | 20           | 20           | 20           |
| Statistiche per superficie |               |               |               |               |               |               |               |              |              |              |
| Cemento                    | 8–5           | 12–8          | 39–14         | 28–10         | 48–9          | 53–3          | 12–1          | 17 / 68      | 200–50       | 80%          |
| Terra                      | 3–4           | 7–3           | 10–6          | 15–4          | 8–3           | 11–2          | 11–2          | 1 / 27       | 65–24        | 73%          |
| Erba                       | 0–1           | –             | 0–2           | 4–2           | 8–3           | 9–1           | 8–1           | 2 / 11       | 29–10        | 74%          |
| Vittorie-Sconfitte         | 11–10         | 19–11         | 49–22         | 47–16         | 64–15         | 73–6          | 31–4          | 294–84       | 294–84       | 294–84       |
| Vittorie (%)               | 52%           | 63%           | 69%           | 75%           | 81%           | 92%           | 89%           | 78%          | 78%          | 78%          |
| Ranking                    | 78            | 37            | 10            | 15            | 4             | 1             | 1             | 46 279 987 $ | 46 279 987 $ | 46 279 987 $ |

*I walkover ricevuti durante i tornei disputati non contano come vittorie.

## Record

### Ranking ATP
- È uno dei cinque tennisti ad aver superato 12000 punti nel ranking ATP, insieme a Roger Federer, Novak Đoković, Rafael Nadal e Andy Murray.

### Grande Slam
- È uno dei nove tennisti ad aver vinto un titolo rimontando due set di svantaggio insieme a Björn Borg, Ivan Lendl, Andre Agassi, Gastón Gaudio, Dominic Thiem, Novak Đoković, Rafael Nadal e Carlos Alcaraz, nonché l'unico ad averlo fatto agli Australian Open, insieme a Nadal.[2]
- È uno dei quattro tennisti ad aver centrato l'accoppiata Australian Open e US Open nella stessa stagione (2024) da quando i due eventi si disputano entrambi su cemento, insieme a Mats Wilander, Roger Federer e Novak Đoković.[3]
- È uno dei cinque tennisti, insieme a John McEnroe, Ivan Lendl, Roger Federer e Novak Đoković, ad aver vinto tre tornei del Grande Slam consecutivi su cemento.[4]
- Ha preso parte alla finale più lunga nella storia del Roland Garros, la seconda più lunga nella storia dei tornei dello Slam, 5 ore e 29 minuti al Roland Garros 2025, perdendo contro Carlos Alcaraz in cinque set.
- È uno dei sei tennisti ad aver vinto Australian Open e Wimbledon nello stesso anno (2025) in era Open, insieme a Rod Laver, Jimmy Connors, Pete Sampras, Roger Federer e Novak Đoković.

### Vari
- È uno dei soli tre tennisti ad aver vinto due tornei del Grande Slam e tre Masters 1000 su cemento nella stessa stagione (2024), insieme a Novak Ðoković e Roger Federer.
- È uno dei soli quattro tennisti, insieme a Roger Federer, Rafael Nadal e Novak Đoković, ad aver raggiunto almeno i quarti di finale in tutti i tornei disputati in una stagione (14 nel 2024).
- È uno dei soli tre tennisti, insieme a Ivan Lendl e John McEnroe ad aver vinto le ATP Finals senza perdere set (2024).
- Insieme a Novak Ðoković e Roger Federer, è l'unico tennista ad aver vinto Australian Open, US Open e ATP Finals nella stessa stagione (2024).
- È l'unico tennista ad aver vinto due tornei del Grande Slam, tre Masters 1000, le ATP Finals e la Coppa Davis nella stessa stagione (2024).[5]
- Insieme a Roger Federer, Novak Đoković e Carlos Alcaraz, è il quarto tennista capace di vincere almeno un set nelle sue prime 50 partite della stagione (nel suo caso nel 2024).
- Insieme a Roger Federer, è l'unico tennista ad aver vinto almeno un set in tutti i match disputati in una singola stagione (2024).
- È l'unico tennista ad essere giunto almeno al set decisivo in ogni incontro per un'intera stagione (2024).[6]
- È l'unico tennista ad aver sconfitto undici giocatori top 10 consecutivamente senza perdere set.[7]
- È il tennista con il maggior numero di vittorie dopo le prime 50 partite ufficiali da numero 1 al mondo (47), a pari merito con Björn Borg e Jimmy Connors.
- È il tennista che ha impiegato il minor numero di partite ufficiali da numero 1 al mondo per raggiungere 50 vittorie (53), a pari merito con Björn Borg e Jimmy Connors.[8]
- È il tennista che vanta la miglior percentuale di vittorie da numero 1 al mondo (91%, 71–7).[9]

### Precocità
- È il più giovane vincitore nella storia delle Next Generation ATP Finals (18 anni, 2 mesi e 24 giorni).[10]
- È il più giovane tennista (23 anni e 23 giorni) ad aver vinto nello stesso anno solare (2024) Australian Open e US Open.
- È il più giovane tennista ad aver vinto nello stesso anno solare (2024) Australian Open, US Open e le ATP Finals.
- È il più giovane tennista (23 anni, 9 mesi e 21 giorni) ad aver raggiunto quattro finali del Grande Slam consecutive in singolare maschile in era Open.[11]
- È il più giovane tennista (24 anni) ad aver raggiunto otto finali consecutive tra tornei del Grande Slam e Masters 1000.

## Testa a testa con altri giocatori

### Testa a testa con giocatori classificati top 10
In grassetto sono indicati i giocatori ancora in attività.
| Giocatore                               | Periodo   | Incontri | Record | V%   | Cemento     | Erba       | Terra       | Ultimo incontro                                                 |
| --------------------------------------- | --------- | -------- | ------ | ---- | ----------- | ---------- | ----------- | --------------------------------------------------------------- |
| Giocatori classificati n°1 del ranking  |           |          |        |      |             |            |             |                                                                 |
| Novak Đoković                           | 2021-2025 | 10       | 6–4    | 60%  | 4–1         | 1–2        | 1–1         | Vinto (6–3, 6–3, 6–4) Wimbledon 2025 Semifinale                 |
| Daniil Medvedev                         | 2020-2024 | 15       | 8–7    | 53%  | 8–6         | 0–1        | –           | Vinto (6–3, 6–4) ATP Finals 2024 Round Robin                    |
| Andy Murray                             | 2021-2022 | 2        | 1–1    | 50%  | 1–1         | –          | –           | Vinto (7–5, 6–2) Dubai 2022 2º Turno                            |
| Carlos Alcaraz                          | 2021-2025 | 14       | 5–9    | 36%  | 2–6         | 2–0        | 1–3         | Perso (0–5, rit.) Cincinnati 2025 Finale                        |
| Rafael Nadal                            | 2020-2021 | 3        | 0–3    | 0%   | –           | –          | 0–3         | Perso (5–7, 3–6, 0–6) Open di Francia 2021 4º Turno             |
| Giocatori classificati n°2 del ranking  |           |          |        |      |             |            |             |                                                                 |
| Casper Ruud                             | 2020-2025 | 4        | 4–0    | 100% | 3–0         | –          | 1–0         | Vinto (6–0, 6–1) Roma 2025 Quarti di Finale                     |
| Alexander Zverev                        | 2020-2025 | 7        | 3–4    | 43%  | 2–3         | –          | 1–1         | Vinto (6–3, 7–6(4), 6–3) Australian Open 2025 Finale            |
| Giocatori classificati n°3 del ranking  |           |          |        |      |             |            |             |                                                                 |
| Marin Čilić                             | 2021      | 1        | 1–0    | 100% | 1–0         | –          | –           | Vinto (3–6, 7–6(4), 6–3) Coppa Davis 2020-2021 Quarti di finale |
| Milos Raonic                            | 2024      | 1        | 1–0    | 100% | 1–0         | –          | –           | Vinto (7–6(4), 1–1, rit.) Rotterdam 2024 Quarti di finale       |
| Grigor Dimitrov                         | 2020-2025 | 6        | 5–1    | 83%  | 3–0         | 1–0        | 1–1         | Vinto (3–6, 5–7, 2–2, rit.) Wimbledon 2025 4º Turno             |
| Stan Wawrinka                           | 2019-2023 | 6        | 4–2    | 67%  | 3–2         | 1–0        | –           | Vinto (6–3, 2–6, 6–4, 6–2) US Open 2023 3º Turno                |
| Stefanos Tsitsipas                      | 2019-2024 | 9        | 3–6    | 33%  | 2–2         | –          | 1–4         | Perso (4–6, 6–3, 4–6) Monte Carlo 2024 Semifinale               |
| Giocatori classificati n°4 del ranking  |           |          |        |      |             |            |             |                                                                 |
| Taylor Fritz                            | 2021-2024 | 5        | 4–1    | 80%  | 4–1         | –          | –           | Vinto (6–4, 6–4) ATP Finals 2024 Finale                         |
| Holger Rune                             | 2022-2025 | 5        | 3–2    | 60%  | 2–1         | –          | 1–1         | Vinto (6–3, 3–6, 6–3, 6-2) Australian Open 2025 4º Turno        |
| Jack Draper                             | 2021-2024 | 2        | 1–1    | 50%  | 1–0         | 0–1        | –           | Vinto (7-5, 7–6(3), 6–2) US Open 2024 Semifinale                |
| Giocatori classificati n°5 del ranking  |           |          |        |      |             |            |             |                                                                 |
| Andrej Rublëv                           | 2020-2025 | 10       | 7–3    | 70%  | 4–2         | –          | 3–1         | Vinto (6-1, 6–3, 6–4) Open di Francia 2025 4º Turno             |
| Giocatori classificati n°6 del ranking  |           |          |        |      |             |            |             |                                                                 |
| Alex de Minaur                          | 2019-2025 | 10       | 10–0   | 100% | 9–0         | –          | 1–0         | Vinto (6–3, 6–2, 6–1) Australian Open 2025 Quarti di finale     |
| Matteo Berrettini                       | 2023-2024 | 2        | 2–0    | 100% | 1–0         | 1–0        | –           | Vinto (7–6(3), 7–6(4), 2–6, 7–6(4)) Wimbledon 2024 2º Turno     |
| Lorenzo Musetti                         | 2021-2023 | 2        | 2–0    | 100% | 1–0         | –          | 1–0         | Vinto (6–2, 6–2) Monte Carlo 2023 Quarti di finale              |
| Gilles Simon                            | 2020      | 1        | 1–0    | 100% | 1–0         | –          | –           | Vinto (6–3, 0–6, 6–4) Colonia 2020 Quarti di finale             |
| Ben Shelton                             | 2023-2025 | 7        | 6–1    | 86%  | 4–1         | 2–0        | –           | Vinto (7–6(2), 6–4, 6–4) Wimbledon 2025 Quarti di finale        |
| Gaël Monfils                            | 2019-2024 | 6        | 5–1    | 83%  | 5–1         | –          | –           | Vinto (6–3, 3–6, 6–3) Rotterdam 2024 2º Turno                   |
| Hubert Hurkacz                          | 2021-2024 | 5        | 3–2    | 60%  | 1–2         | 1–0        | 1–0         | Vinto (7–6(8), 7–6(2)) Halle 2024 Finale                        |
| Félix Auger-Aliassime                   | 2022-2025 | 3        | 1–2    | 33%  | 1–1         | –          | 0–1         | Vinto (6–0, 6–2) Cincinnati 2025 Quarti di finale               |
| Giocatori classificati n°7 del ranking  |           |          |        |      |             |            |             |                                                                 |
| Richard Gasquet                         | 2023-2025 | 4        | 4–0    | 100% | 1–0         | 1–0        | 2–0         | Vinto (6–3, 6–0, 6–4) Open di Francia 2025 2º Turno             |
| David Goffin                            | 2020      | 2        | 2–0    | 100% | 1–0         | –          | 1–0         | Vinto (7–5, 6–0, 6–3) Open di Francia 2020 1º Turno             |
| Giocatori classificati n°8 del ranking  |           |          |        |      |             |            |             |                                                                 |
| Diego Schwartzman                       | 2021-2023 | 4        | 4–0    | 100% | 1–0         | 1–0        | 2–0         | Vinto (7–5, 6–1, 6–2) Wimbledon 2023 2º Turno                   |
| Karen Chačanov                          | 2020-2024 | 5        | 4–1    | 80%  | 3–1         | –          | 1–0         | Vinto (5–7, 6–3, 6–3) Madrid 2024 4º Turno                      |
| Tommy Paul                              | 2022-2025 | 5        | 4–1    | 80%  | 2–0         | 0–1        | 2–0         | Vinto (1–6, 6–0, 6–3) Roma 2025 Semifinale                      |
| John Isner                              | 2021-2022 | 3        | 2–1    | 67%  | 1–1         | 1–0        | –           | Vinto (6–4, 7–6(4), 6–3) Wimbledon 2022 3º Turno                |
| Giocatori classificati n°9 del ranking  |           |          |        |      |             |            |             |                                                                 |
| Roberto Bautista Agut                   | 2021      | 3        | 3–0    | 100% | 2–0         | –          | 1–0         | Vinto (7–6(9), 6–2) Barcellona 2021 3º Turno                    |
| Fabio Fognini                           | 2022      | 1        | 1–0    | 100% | –           | –          | 1–0         | Vinto (6–2, 3–6, 6–3) Roma 2022 2º Turno                        |
| Giocatori classificati n°10 del ranking |           |          |        |      |             |            |             |                                                                 |
| Frances Tiafoe                          | 2019-2024 | 5        | 4–1    | 80%  | 4–1         | –          | –           | Vinto (7–6(4), 6–2) Cincinnati 2024 Finale                      |
| Pablo Carreño Busta                     | 2020-2022 | 3        | 1–2    | 33%  | 1–2         | –          | –           | Perso (2–6, 4–6) Montréal 2022 3º Turno                         |
| Denis Shapovalov                        | 2021      | 1        | 0–1    | 0%   | 0–1         | –          | –           | Perso (6–3, 3–6, 2–6, 6–4, 4–6) Australian Open 2021 1º Turno   |
| Totale                                  | 2019-2025 | 172      | 115–57 | 67%  | 80–36 (69%) | 12–5 (71%) | 23–16 (59%) | Statistiche aggiornate al 18 agosto 2025                        |

### Testa a testa con giocatori classificati top 11-20
In grassetto sono indicati i giocatori ancora in attività.
- Sebastián Báez 3–0
- Aleksandr Bublik 4–2
- Francisco Cerúndolo 3–2
- Borna Ćorić 2–0
- Kyle Edmund 2–0
- Arthur Fils 1–0
- Alejandro Davidovich Fokina 1–0
- Cristian Garín 1–0

- Ugo Humbert 1–1
- Nicolás Jarry 2–1
- Aslan Karacev 1–1
- Philipp Kohlschreiber 2–0
- Sebastian Korda 2–1
- Nick Kyrgios 1–0
- Tomáš Macháč 2–0

- Adrian Mannarino 4–0
- Reilly Opelka 1–0
- Benoît Paire 1–1
- Guido Pella 1–0
- Alexei Popyrin 0–1
- Alejandro Tabilo 1–0
- Albert Ramos Viñolas 1–0

Statistiche aggiornate al 14 agosto 2025

### Vittorie contro top 10 per stagione
| Anno     | 2019 | 2020 | 2021 | 2022 | 2023 | 2024 | 2025 | Totale |
| -------- | ---- | ---- | ---- | ---- | ---- | ---- | ---- | ------ |
| Vittorie | 0    | 3    | 3    | 3    | 13   | 18   | 7    | 47     |

| Anno | N.  | Avversario             | Ranking | Torneo                           | Superficie  | Turno | Punteggio               |
| 2020 | 1.  | David Goffin           | 10      | Rotterdam Open, Rotterdam        | Cemento (i) | 2T    | 7–6(7), 7–5             |
| 2020 | 2.  | Stefanos Tsitsipas     | 6       | Internazionali d'Italia, Roma    | Terra rossa | 2T    | 6–1, 6(9)–7, 6–2        |
| 2020 | 3.  | Alexander Zverev       | 7       | Roland Garros, Parigi            | Terra rossa | 4T    | 6–3, 6–3, 4–6, 6–3      |
| 2021 | 4.  | Andrej Rublëv          | 7       | Barcelona Open, Barcellona       | Terra rossa | QF    | 6–2, 7–6(6)             |
| 2021 | 5.  | Casper Ruud            | 8       | Vienna Open, Vienna              | Cemento (i) | QF    | 7–5, 6–1                |
| 2021 | 6.  | Hubert Hurkacz         | 9       | ATP Finals, Torino               | Cemento (i) | RR    | 6–2, 6–2                |
| 2022 | 7.  | Andrej Rublëv (2)      | 8       | Monte Carlo Masters, Monte Carlo | Terra rossa | 3T    | 5–7, 6–1, 6–3           |
| 2022 | 8.  | Carlos Alcaraz         | 7       | Wimbledon, Londra                | Erba        | 4T    | 6–1, 6–4, 6(8)–7, 6–3   |
| 2022 | 9.  | Carlos Alcaraz (2)     | 5       | Croatia Open Umag, Umago         | Terra rossa | F     | 6(5)–7, 6–1, 6–1        |
| 2023 | 10. | Stefanos Tsitsipas (2) | 3       | Rotterdam Open, Rotterdam        | Cemento (i) | 2T    | 6–4, 6–3                |
| 2023 | 11. | Taylor Fritz           | 5       | Indian Wells Open, Indian Wells  | Cemento     | QF    | 6–4, 4–6, 6–4           |
| 2023 | 12. | Andrej Rublëv (3)      | 7       | Miami Open, Miami                | Cemento     | 4T    | 6–2, 6–4                |
| 2023 | 13. | Carlos Alcaraz (3)     | 1       | Miami Open, Miami                | Cemento     | SF    | 6(4)–7, 6–4, 6–2        |
| 2023 | 14. | Carlos Alcaraz (4)     | 2       | China Open, Pechino              | Cemento     | SF    | 7–6(4), 6–1             |
| 2023 | 15. | Daniil Medvedev        | 3       | China Open, Pechino              | Cemento     | F     | 7–6(2), 7–6(2)          |
| 2023 | 16. | Andrej Rublëv (4)      | 5       | Vienna Open, Vienna              | Cemento (i) | SF    | 7–5, 7–6(5)             |
| 2023 | 17. | Daniil Medvedev (2)    | 3       | Vienna Open, Vienna              | Cemento (i) | F     | 7–6(7), 4–6, 6–3        |
| 2023 | 18. | Stefanos Tsitsipas (3) | 6       | ATP Finals, Torino               | Cemento (i) | RR    | 6–4, 6–4                |
| 2023 | 19. | Novak Đoković          | 1       | ATP Finals, Torino               | Cemento (i) | RR    | 7–5, 6(5)–7, 7–6(2)     |
| 2023 | 20. | Holger Rune            | 8       | ATP Finals, Torino               | Cemento (i) | RR    | 6–2, 5–7, 6–4           |
| 2023 | 21. | Daniil Medvedev (3)    | 3       | ATP Finals, Torino               | Cemento (i) | SF    | 6–3, 6(4)–7, 6–1        |
| 2023 | 22. | Novak Đoković (2)      | 1       | Coppa Davis, Malaga              | Cemento (i) | SF    | 6–2, 2–6, 7–5           |
| 2024 | 23. | Andrej Rublëv (5)      | 5       | Australian Open, Melbourne       | Cemento     | QF    | 6–4, 7–6(5), 6–3        |
| 2024 | 24. | Novak Đoković (3)      | 1       | Australian Open, Melbourne       | Cemento     | SF    | 6–1, 6–2, 6(6)–7, 6–3   |
| 2024 | 25. | Daniil Medvedev (4)    | 3       | Australian Open, Melbourne       | Cemento     | F     | 3–6, 3–6, 6–4, 6–4, 6–3 |
| 2024 | 26. | Daniil Medvedev (5)    | 4       | Miami Open, Miami                | Cemento     | SF    | 6–1, 6–2                |
| 2024 | 27. | Holger Rune (2)        | 7       | Monte Carlo Masters, Monte Carlo | Terra rossa | QF    | 6–4, 6(6)–7, 6–3        |
| 2024 | 28. | Grigor Dimitrov        | 10      | Roland Garros, Parigi            | Terra rossa | QF    | 6–2, 6–4, 7–6(3)        |
| 2024 | 29. | Hubert Hurkacz (2)     | 9       | Halle Open, Halle                | Erba        | F     | 7–6(8), 7–6(2)          |
| 2024 | 30. | Andrej Rublëv (6)      | 6       | Cincinnati Open, Cincinnati      | Cemento     | QF    | 4–6, 7–5, 6–4           |
| 2024 | 31. | Alexander Zverev (2)   | 4       | Cincinnati Open, Cincinnati      | Cemento     | SF    | 7–6(9), 5–7, 7–6(4)     |
| 2024 | 32. | Daniil Medvedev (6)    | 5       | US Open, New York                | Cemento     | QF    | 6–2, 1–6, 6–1, 6–4      |
| 2024 | 33. | Daniil Medvedev (7)    | 5       | Shanghai Masters, Shanghai       | Cemento     | QF    | 6–1, 6–4                |
| 2024 | 34. | Novak Đoković (4)      | 4       | Shanghai Masters, Shanghai       | Cemento     | F     | 7–6(4), 6–3             |
| 2024 | 35. | Alex de Minaur         | 9       | ATP Finals, Torino               | Cemento (i) | RR    | 6–3, 6–4                |
| 2024 | 36. | Taylor Fritz (2)       | 5       | ATP Finals, Torino               | Cemento (i) | RR    | 6–4, 6–4                |
| 2024 | 37. | Daniil Medvedev (8)    | 4       | ATP Finals, Torino               | Cemento (i) | RR    | 6–3, 6–4                |
| 2024 | 38. | Casper Ruud (2)        | 7       | ATP Finals, Torino               | Cemento (i) | SF    | 6–1, 6–2                |
| 2024 | 39. | Taylor Fritz (3)       | 5       | ATP Finals, Torino               | Cemento (i) | F     | 6–4, 6–4                |
| 2024 | 40. | Alex de Minaur (2)     | 9       | Coppa Davis, Malaga              | Cemento (i) | SF    | 6–3, 6–4                |
| 2025 | 41. | Alex de Minaur (3)     | 8       | Australian Open, Melbourne       | Cemento     | QF    | 6–3, 6–2, 6–1           |
| 2025 | 42. | Alexander Zverev (3)   | 2       | Australian Open, Melbourne       | Cemento     | F     | 6–3, 7–6(4), 6–3        |
| 2025 | 43. | Casper Ruud (3)        | 7       | Internazionali d'Italia, Roma    | Terra rossa | QF    | 6–0, 6–1                |
| 2025 | 44. | Novak Đoković (5)      | 6       | Roland Garros, Parigi            | Terra rossa | SF    | 6–4, 7–5, 7–6(3)        |
| 2025 | 45. | Ben Shelton            | 10      | Wimbledon, Londra                | Erba        | QF    | 7–6(2), 6–4, 6–4        |
| 2025 | 46. | Novak Đoković (6)      | 6       | Wimbledon, Londra                | Erba        | SF    | 6–3, 6–3, 6–4           |
| 2025 | 47. | Carlos Alcaraz (5)     | 2       | Wimbledon, Londra                | Erba        | F     | 4–6, 6–4, 6–4, 6–4      |

## Incontri vinti salvando match point
| Anno | No. | Avversario                  | MP | Torneo                            | Superficie  | Punteggio                  |
| 2019 | 1.  | Steve Johnson               | 1  | Internazionali d'Italia, Roma     | Terra rossa | 1–6, 6–1, 7–5              |
| 2021 | 2.  | Pierre-Hugues Herbert       | 1  | Roland Garros, Parigi             | Terra rossa | 6–1, 4–6, 6(4)–7, 7–5, 6–4 |
| 2021 | 3.  | Karen Chačanov              | 1  | Great Ocean Road Open, Melbourne  | Cemento     | 7–6(4), 4–6, 7–6(4)        |
| 2022 | 4.  | Alejandro Davidovich Fokina | 3  | Dubai Tennis Championships, Dubai | Cemento     | 4–6, 7–6(6), 6–3           |
| 2022 | 5.  | Emil Ruusuvuori             | 3  | Miami Open, Miami                 | Cemento     | 6–4, 3–6, 7–6(8)           |
| 2022 | 6.  | Pablo Carreño Busta         | 5  | Miami Open, Miami                 | Cemento     | 5–7, 7–5, 7–5              |
| 2022 | 7.  | Tommy Paul                  | 3  | Madrid Open, Madrid               | Terra rossa | 6(4)–7, 7–6(4), 6–3        |
| 2023 | 8.  | Hubert Hurkacz              | 1  | Monte Carlo Masters, Monte Carlo  | Terra rossa | 3–6, 7–6(6), 6–1           |
| 2023 | 9.  | Novak Đoković               | 3  | Coppa Davis, Malaga               | Cemento (i) | 6–2, 2–6, 7–5              |

## Testa di serie nei tornei del Grande Slam
In grassetto i tornei vinti da Sinner.
| Legenda (Slam vinti / numero volte) |
| ----------------------------------- |
| Testa di serie n° 1 (3 / 5)         |
| Testa di serie n° 2 (0 / 1)         |
| Testa di serie n° 3 (0 / 0)         |
| Testa di serie n° 4–10 (1 / 5)      |
| Testa di serie n° 11–32 (0 / 7)     |
| Non testa di serie/WC (0 / 5)       |

|                 | Anni | Anni | Anni | Anni | Anni | Anni | Anni |
| 2019            | 2020 | 2021 | 2022 | 2023 | 2024 | 2025 |      |
| --------------- | ---- | ---- | ---- | ---- | ---- | ---- | ---- |
| Australian Open | N.D  | N.T  | N.T  | 11   | 15   | 4    | 1    |
| Roland Garros   | N.D  | N.T  | 18   | 11   | 8    | 2    | 1    |
| Wimbledon       | N.D  | N.D  | 19   | 10   | 8    | 1    | 1    |
| US Open         | N.T  | N.T  | 13   | 11   | 6    | 1    | 1    |

## Strisce di vittorie

### Vittorie consecutive nei tornei del circuito ATP (26)
| Vittoria n. | Torneo                       | Data     | Superficie  | Turno | Avversario              | Rank | Punteggio           |
| ----------- | ---------------------------- | -------- | ----------- | ----- | ----------------------- | ---- | ------------------- |
| 1           | Shanghai Masters 2024        | 05/10/24 | Cemento     | 2T    | Taro Daniel             | 93   | 6–1, 6–4            |
| 2           | Shanghai Masters 2024        | 06/10/24 | Cemento     | 3T    | Tomás Martín Etcheverry | 37   | 6(3)–7, 6–4, 6–2    |
| 3           | Shanghai Masters 2024        | 09/10/24 | Cemento     | 4T    | Ben Shelton             | 16   | 6–4, 7–6(1)         |
| 4           | Shanghai Masters 2024        | 10/10/24 | Cemento     | QF    | Daniil Medvedev         | 5    | 6–1, 6–4            |
| 5           | Shanghai Masters 2024        | 12/10/24 | Cemento     | SF    | Tomas Machac            | 33   | 6–4, 7–5            |
| 6           | Shanghai Masters 2024        | 13/10/24 | Cemento     | F     | Novak Đoković           | 4    | 7–6(4), 6–3         |
| 7           | ATP Finals 2024              | 10/11/24 | Cemento (i) | RR    | Alex de Minaur          | 9    | 6–3, 6–4            |
| 8           | ATP Finals 2024              | 12/11/24 | Cemento (i) | RR    | Taylor Fritz            | 5    | 6–4, 6–4            |
| 9           | ATP Finals 2024              | 14/11/24 | Cemento (i) | RR    | Daniil Medvedev (2)     | 4    | 6–3, 6–4            |
| 10          | ATP Finals 2024              | 16/11/24 | Cemento (i) | SF    | Casper Ruud             | 7    | 6–1, 6–2            |
| 11          | ATP Finals 2024              | 17/11/24 | Cemento (i) | F     | Taylor Fritz (2)        | 5    | 6–4, 6–4            |
| 12          | Coppa Davis 2024             | 21/11/24 | Cemento (i) | QF    | Sebastián Báez          | 27   | 6–2, 6–1            |
| 13          | Coppa Davis 2024             | 23/11/24 | Cemento (i) | SF    | Alex de Minaur (2)      | 9    | 6–3, 6–4            |
| 14          | Coppa Davis 2024             | 24/11/24 | Cemento (i) | F     | Tallon Griekspoor       | 40   | 7–6(2), 6–2         |
| 15          | Australian Open 2025         | 13/01/25 | Cemento     | 1T    | Nicolás Jarry           | 36   | 7–6(2), 7–6(5), 6–1 |
| 16          | Australian Open 2025         | 16/01/25 | Cemento     | 2T    | Tristan Schoolkate      | 173  | 4–6, 6–4, 6–1, 6–3  |
| 17          | Australian Open 2025         | 18/01/25 | Cemento     | 3T    | Marcos Giron            | 46   | 6–3, 6–4, 6–2       |
| 18          | Australian Open 2025         | 20/01/25 | Cemento     | 4T    | Holger Rune             | 13   | 6–3, 3–6, 6–3, 6–2  |
| 19          | Australian Open 2025         | 22/01/25 | Cemento     | QF    | Alex de Minaur (3)      | 8    | 6–3, 6–2, 6–1       |
| 20          | Australian Open 2025         | 24/01/25 | Cemento     | SF    | Ben Shelton (2)         | 20   | 7–6(2), 6–2, 6–2    |
| 21          | Australian Open 2025         | 26/01/25 | Cemento     | F     | Alexander Zverev        | 2    | 6–3, 7–6(4), 6–3    |
| 22          | Internazionali d'Italia 2025 | 10/05/25 | Terra rossa | 2T    | Mariano Navone          | 99   | 6–3, 6–4            |
| 23          | Internazionali d'Italia 2025 | 12/05/25 | Terra rossa | 3T    | Jesper de Jong          | 93   | 6–4, 6–2            |
| 24          | Internazionali d'Italia 2025 | 13/05/25 | Terra rossa | 4T    | Francisco Cerúndolo     | 18   | 7–6(2), 6–3         |
| 25          | Internazionali d'Italia 2025 | 15/05/25 | Terra rossa | QF    | Casper Ruud (2)         | 7    | 6–0, 6–1            |
| 26          | Internazionali d'Italia 2025 | 16/05/25 | Terra rossa | SF    | Tommy Paul              | 12   | 1–6, 6–0, 6–3       |

## Guadagni in carriera
| Anno     | Grande Slam | ATP Tour | Totale | Guadagni ($) | Posizione |
| -------- | ----------- | -------- | ------ | ------------ | --------- |
| 2015     | 0           | 0        | 0      | 36           | n/a       |
| 2016     | 0           | 0        | 0      | 108          | 3585      |
| 2017     | 0           | 0        | 0      | 0            | n/a       |
| 2018     | 0           | 0        | 0      | 9,955        | 876       |
| 2019     | 0           | 0        | 0      | 643,358      | 98        |
| 2020     | 0           | 1        | 1      | 736,791      | 34        |
| 2021     | 0           | 4        | 4      | 2,233,199    | 10        |
| 2022     | 0           | 1        | 1      | 2,855,466    | 14        |
| 2023     | 0           | 4        | 4      | 10,456,264   | 4         |
| 2024     | 2           | 6        | 8      | 19,735,703   | 1         |
| 2025     | 2           | 0        | 2      | 9,041,298    | 2         |
| Carriera | 4           | 16       | 20     | 46,279,987   | 8         |

- Aggiornato al 18 agosto 2025

## Premi e riconoscimenti
- ATP Awards: 5

Categoria Esordiente dell'anno: 2019
Categoria Giocatore maggiormente migliorato: 2023
Categoria Giocatore preferito dal pubblico: 2023, 2024
Categoria Giocatore dell'anno: 2024
- Gazzetta Sports Awards: 3

Categoria Performance: 2019
Categoria Exploit: 2020
Categoria Uomo dell'anno: 2024